# Lobo posterior do cerebelo
O lobo posterior do cerebelo é a porção do cerebelo caudal à fissura primária. 
Pode ser referido como "neocerebelo", já que filogeneticamente é a porção mais recente do cerebelo. Tem papel importante na coordenação fina dos movimentos, especialmente na inibição de movimentos involuntários, via neurotransmissores inibitórios, principalmente GABA.
O lobo posterior recebe projeções principalmente do tronco encefálico (formação reticular, núcleos pontinos e núcleo olivar inferior) e do córtex cerebral.